# Electric Touch (canção)
"Electric Touch" é uma canção gravada pela cantora estadunidense Taylor Swift com participação da banda compatriota Fall Out Boy, presente na regravação de seu terceiro álbum de estúdio Speak Now (Taylor's Version). Com produção de Swift e Aaron Dessner, com elementos do pop rock e punk-rock, a letra aborda sobre as ansiedades de um primeiro encontro. Nas resenhas de Speak Now (Taylor's Version), os críticos elogiaram "Electric Touch" por sua produção e pela química vocal entre Swift e o vocalista Patrick Stump.

## Antecedentes e lançamento
O terceiro álbum de estúdio de Swift, Speak Now, foi lançado em 25 de outubro de 2010, através da gravadora estadunidense Big Machine Records. Descrito como um álbum conceptual sobre confissões sobre amor, romance, desgosto e perdão, Speak Now ampliou o estilo country pop de seu trabalho anterior, Fearless (2008), mas com maior foco no rock, com influências de bluegrass, pop punk, pop rock e soft rock. Com vendas iniciais de 1.047 milhões de cópias, o álbum debutou na primeira posição na parada Billboard 200 dos Estados Unidos. Além disso, recebeu críticas geralmente positivas dos críticos de música, que elogiaram a composição e os temas de Swift. Speak Now entrou no Guinness World Records como o álbum mais vendido nos Estados Unidos por uma artista country feminina.
De acordo com seu contrato de treze anos de exclusividade com a Big Machine, Swift lançou seis álbuns de estúdio sob o selo de 2006 a 2017. No final de 2018, o contrato com a gravadora expirou; portanto, ela saiu da Big Machine e assinou um novo contrato de gravação com a Republic Records, uma divisão da Universal Music Group, que lhe garantiu os direitos para possuir as masters de novas músicas que lançaria. Em 2019, o empresário norte-americano Scooter Braun e sua empresa Ithaca Holdings adquiriram a Big Machine. Como parte da aquisição, a propriedade das masters dos primeiros seis álbuns de estúdio de Swift, incluindo Speak Now, foi transferida para Braun. Em agosto de 2019, Swift denunciou a compra do selo por Braun e anunciou que voltaria a gravar seus primeiros seis álbuns de estúdio, a fim de possuir seus masters, iniciando o processo em novembro de 2020. Especulações sobre o próximo álbum regravado de Swift ser Speak Now dataram de novembro de 2021, quando ela lançou Red (Taylor's Version), fazendo referência às palavras chaves da era de 2010 nas publicações de suas mídias sociais. Teorias de fãs se intensificaram após o início da The Eras Tour: as pulseiras multicoloridas entregues ao público brilhavam com a cor roxa ao fim dos concertos e, posteriormente, Swift sugeriu um relançamento durante a performance de "Speak Now" no ato das canções surpresas, e então usou um emoji de coração roxo nas redes sociais dias antes do anúncio oficial.
Em 5 de maio de 2023, na primeira data de Nashville, Swift anunciou Speak Now (Taylor's Version) e sua data de lançamento em 7 de julho. Em 5 de junho de 2023, Swift anunciou a lista de faixas de Speak Now (Taylor's Version). Ele contém vinte e duas faixas, incluindo seis novas canções "From the Vault" que foram escritas para o álbum de 2010, mas acabaram não sendo incluídas, entre elas "Electric Touch", com participação da banda estadunidense Fall Out Boy.